# Helmuth Froschauer (Dirigent)
Helmuth Emil Froschauer (* 22. September 1933 in Wien; † 18. August 2019 in Wien) war ein österreichischer Dirigent und Chorleiter.

## Leben und Schaffen
Seine musikalische Ausbildung erhielt Froschauer u. a. bei den Wiener Sängerknaben und im Studium an der Wiener Musikakademie in den Fächern Klavier, Horn, Komposition und Dirigieren.
Von 1953 bis 1965 leitete er einen der Chöre der Wiener Sängerknaben. Als Kapellmeister führte er dieses Ensemble auf Tourneen durch die ganze Welt. Parallel dazu betreute er Anfang der 1960er Jahre als musikalischer Leiter der Walt Disney Productions in Wien mehrere Musikfilme mit den Wiener Symphonikern.
Von 1968 bis 1991 war Froschauer nacheinander – und über lange Jahre hinweg auch gleichzeitig – Solokorrepetitor und Chordirektor an der Wiener Staatsoper sowie Chordirektor des Singvereins der Gesellschaft der Musikfreunde in Wien, der Bregenzer und der Salzburger Festspiele in Personalunion.
Als enger Mitarbeiter von Herbert von Karajan war er an der Vorbereitung zahlreicher Konzerte, Schallplattenaufnahmen und Fernsehaufzeichnungen bei den Salzburger Festspielen, den Berliner und Wiener Festwochen beteiligt.
Froschauer war seit 1992 beim Westdeutschen Rundfunk, zunächst als Chordirektor, dann von 1997/99 bis 2003 als Chefdirigent des WDR Rundfunkorchesters Köln, dessen Ehrendirigent er war. Froschauer dirigierte außerdem mit zwei weiteren Kollegen seit vielen Jahren die Sonntagsmessen in der Wiener Hofburgkapelle, in denen auch die Sängerknaben mitwirken.
Er wurde am Hütteldorfer Friedhof bestattet.
Froschauers Sohn ist der Geiger Daniel Froschauer, Vorstand der Wiener Philharmoniker.

## Bibliografie
- Ralf Noltensmeier: Konzertgespräche. Musik im Dialog. Götzelmann, Kiel 2001, ISBN 3-9805016-9-8.